# Franz Kahn
Franz Kahn   (Nuremberg, 13 de maig de 1926 - Bourne End, Buckinghamshire, 8 de febrer de 1998) va ser un astrofísic i matemàtic britànic, nascut a Alemanya.

## Vida i obra
Kahn va néixer en una família jueva a Nüremberg. El seu pare era soci del fabricant de trens de joguina Trix (actualment propietat de Märklin) i, el 1938, amb els seus socis, va abandonar Alemanya, fugint dels nazis, per instal·lar-se a Anglaterra on la companyia tenia una important filial. Fins aquesta data, l'infant Kahn havia assistit a escoles jueves de Nüremberg i de la veïna Fürth. A Londres, el jove va ser escolaritzat a la St. Paul's School, on va demostrar els seus talents, i des d'aquí va anar al Queen's College (Oxford), en el qual va obtenir el grau en matemàtiques el 1947. El 1950 va obtenir el doctorat a la universitat d'Oxford amb una tesi, dirigida per Sydney Chapman, sobre la física del plasma, tema pel qual es va interessar tota la seva carrera.
El 1949 va ser nomenat professor d'astronomia de la universitat de Manchester, en la qual va fer tota la seva carrera acadèmica fins que va passar a ser professor emèrit el 1993. Tot i així, va passar períodes llargs a diversos observatoris astronòmics i universitats dels Estats Units, d'Holanda i d'Anglaterra.
Va morir sobtadament en una benzinera, quan acababa de sortir de casa d'un dels seus fills als afores de Londres. La seva esposa havia mort el 1981, cosa que va significar un fort cop per a ell. Encara que no es va tornar a casar, en el últims anys de la seva vida havia establert una forta amistat amb Junis Davis, qui treballava a l'administració de la universitat.
Kahn va liderar a Manchester un equip de recerca que va estar a la avantguarda en l'estudi dels mitjans en els quals els àtoms es belluguen en llibertat. Son notables els seus treballs sobre el medi interestel·lar i circumestel·lar, sobre plasmes, galaxies, quàsars i púlsars i sobre l'univers d'Einstein–de Sitter.